# Raba
Il Raba è un fiume che attraversa la Polonia, ha una lunghezza di 132 chilometri.